# مويرا والاس
مويرا والاس (بالإنجليزية: Moira Wallace)‏ هي أكاديمية بريطانية، ولدت في 15 أغسطس 1961.